# 1. florbalová liga mužů 2016/2017
1. florbalová liga mužů 2016/2017 byla druhou nejvyšší mužskou florbalovou soutěží v Česku v sezóně 2016/2017.
Od této sezóny byla liga rozšířena z 12 na 14 týmů. V základní části soutěže hrály týmy dvakrát každý s každým. Do play-off přímo postoupilo prvních šest týmů. Týmy na sedmém až desátém místě hrály předkolo o zbývající dvě místa v play-off. Play-down hrály poslední čtyři týmy.
Z důvodu rozšíření Superligy na 14 týmů od následující sezóny mělo play-off v tomto ročníku 1. ligy dvojité finále, ze kterého postoupily oba vítězné týmy, Florbal Ústí a TJ Znojmo LAUFEN CZ. Ústí postoupilo do Superligy poprvé. Znojmo postoupilo podruhé po sedmi sezónách v 1. lize.
Dále po výhře v baráži proti superligovému týmu Kanonýři Kladno postoupil tým FBC Pullo Trade Česká Lípa.
1. liga měla v této sezóně čtyři nové účastníky. V minulé sezóně ze Superligy sestoupily do 1. ligy týmy TJ Sokol Královské Vinohrady a SK Bivoj Litvínov. Naopak z Národní ligy postoupily týmy FB Hurrican Karlovy Vary a Florbal PEGRES Havířov. Havířov v této sezóně postoupil do play-off.
Kvůli postupu více týmů z 1. ligy do Superligy z důvodu jejího rozšíření, nesestupoval v této sezóně z 1. ligy žádný tým přímo. V baráži ale prohrály oba prvoligové týmy, Spartak Pelhřimov a 1. FBK Rožnov p/R. Vítěz skupiny Západ Národní ligy, tým TJ Sokol Mukařov, se do 1. ligy nepřihlásil. Spartak, jako tým s lepším umístěním po základní části, dostal možnost v 1. lize zůstat, kterou využil. Do 1. ligy postoupil vítěz skupiny Východ Národní ligy, tým TJ Slovan Havířov. Dále postoupily oba vítězové baráže, týmy Florbal Chomutov a Z.F.K. Petrovice. Všechny tři týmy postoupily do 1. ligy poprvé.

## Základní část
| Poř. | Tým                          | Z  | V  | VP | PP | P  | VG  | OG  | B  |
| ---- | ---------------------------- | -- | -- | -- | -- | -- | --- | --- | -- |
| 1.   | Florbal Ústí                 | 26 | 18 | 1  | 1  | 6  | 182 | 125 | 57 |
| 2.   | TJ Znojmo LAUFEN CZ          | 26 | 16 | 3  | 2  | 5  | 182 | 122 | 56 |
| 3.   | FBC Pullo Trade Česká Lípa   | 26 | 14 | 2  | 2  | 8  | 170 | 136 | 48 |
| 4.   | TJ Sokol Královské Vinohrady | 26 | 11 | 5  | 4  | 6  | 147 | 125 | 47 |
| 5.   | FBŠ Hummel Hattrick Brno     | 26 | 14 | 2  | 1  | 9  | 162 | 126 | 47 |
| 6.   | FBC Start98                  | 26 | 13 | 1  | 2  | 10 | 155 | 135 | 43 |
| 7.   | Black Angels                 | 26 | 13 | 1  | 1  | 11 | 147 | 146 | 42 |
| 8.   | Florbal PEGRES Havířov       | 26 | 11 | 1  | 3  | 11 | 157 | 166 | 38 |
| 9.   | FbK Svitavy                  | 26 | 11 | 0  | 0  | 15 | 126 | 134 | 33 |
| 10.  | 1. MVIL Ostrava WOOW         | 26 | 8  | 4  | 1  | 13 | 127 | 177 | 33 |
| 11.  | Spartak Pelhřimov            | 26 | 10 | 0  | 2  | 14 | 118 | 148 | 32 |
| 12.  | 1. FBK Rožnov p/R            | 26 | 7  | 4  | 1  | 14 | 128 | 150 | 30 |
| 13.  | FB Hurrican Karlovy Vary     | 26 | 7  | 1  | 1  | 17 | 156 | 197 | 24 |
| 14.  | SK Bivoj Litvínov            | 26 | 4  | 0  | 4  | 18 | 106 | 176 | 16 |

## Play-off
Z důvodu rozšíření Superligy na 14 týmů od následující sezóny mělo play-off v tomto ročníku 1. ligy jen dvě kola, která ale byla zdvojená. Do Superligy postoupily oba vítězové zdvojeného finále 1. ligy.
Sedmý tým po základní části, tedy nejlepší z týmů hrajících předkolo play-off, si volil soupeře mezi týmy na devátém a desátém místě. Předkolo se hrálo na dva vítězné zápasy od 11. do 15. března 2017.
Před semifinále si první tři týmy po základní části postupně zvolily soupeře z druhé čtveřice. Jednotlivá kola play-off se hrála na tři vítězné zápasy. Semifinále se hrálo od 18. března do 2. dubna a finále od 8. do 19. dubna 2017.

### Pavouk
|  | Předkolo (na zápasy) | Předkolo (na zápasy)   | Předkolo (na zápasy)         |                          |   | Semifinále (na zápasy) | Semifinále (na zápasy) | Semifinále (na zápasy) |  |  | Finále (na zápasy) | Finále (na zápasy) | Finále (na zápasy) |
|  |                      |                        |                              |                          |   |                        |                        |                        |  |  |                    |                    |                    |
|  |                      |                        |                              |                          |   |                        |                        |                        |  |  |                    |                    |                    |
|  |                      |                        | Florbal Ústí                 | 3                        |   |                        |                        |                        |  |  |                    |                    |                    |
|  |                      |                        |                              | 3                        |   |                        |                        |                        |  |  |                    |                    |                    |
|  |                      |                        |                              | Florbal PEGRES Havířov   | 2 |                        |                        |                        |  |  |                    |                    |                    |
|  |                      | Florbal PEGRES Havířov | 2                            | Florbal PEGRES Havířov   | 2 |                        |                        |                        |  |  |                    |                    |                    |
|  |                      | Florbal PEGRES Havířov | 2                            |                          |   |                        |                        |                        |  |  |                    |                    |                    |
|  |                      | FbK Svitavy            | 1                            |                          |   |                        |                        |                        |  |  |                    |                    |                    |
|  |                      |                        |                              |                          |   |                        |                        |                        |  |  |                    | Florbal Ústí       | 3                  |
|  |                      |                        |                              | FBŠ Hummel Hattrick Brno | 2 |                        |                        |                        |  |  |                    |                    |                    |
|  |                      |                        |                              |                          |   |                        |                        |                        |  |  |                    |                    |                    |
|  |                      |                        |                              |                          |   |                        |                        |                        |  |  |                    |                    |                    |
|  |                      |                        | TJ Sokol Královské Vinohrady | 1                        |   |                        |                        |                        |  |  |                    |                    |                    |
|  |                      |                        |                              | 1                        |   |                        |                        |                        |  |  |                    |                    |                    |
|  |                      |                        |                              | FBŠ Hummel Hattrick Brno | 3 |                        |                        |                        |  |  |                    |                    |                    |
|  |                      |                        |                              | FBŠ Hummel Hattrick Brno | 3 |                        |                        |                        |  |  |                    |                    |                    |
|  |                      |                        |                              |                          |   |                        |                        |                        |  |  |                    |                    |                    |

|  | Předkolo (na zápasy) | Předkolo (na zápasy) | Předkolo (na zápasy)       |                            |   | Semifinále (na zápasy) | Semifinále (na zápasy) | Semifinále (na zápasy) |  |  | Finále (na zápasy) | Finále (na zápasy)  | Finále (na zápasy) |
|  |                      |                      |                            |                            |   |                        |                        |                        |  |  |                    |                     |                    |
|  |                      |                      |                            |                            |   |                        |                        |                        |  |  |                    |                     |                    |
|  |                      |                      | TJ Znojmo LAUFEN CZ        | 3                          |   |                        |                        |                        |  |  |                    |                     |                    |
|  |                      |                      |                            | 3                          |   |                        |                        |                        |  |  |                    |                     |                    |
|  |                      |                      |                            | Black Angels               | 1 |                        |                        |                        |  |  |                    |                     |                    |
|  |                      | Black Angels         | 2                          | Black Angels               | 1 |                        |                        |                        |  |  |                    |                     |                    |
|  |                      | Black Angels         | 2                          |                            |   |                        |                        |                        |  |  |                    |                     |                    |
|  |                      | 1. MVIL Ostrava WOOW | 1                          |                            |   |                        |                        |                        |  |  |                    |                     |                    |
|  |                      |                      |                            |                            |   |                        |                        |                        |  |  |                    | TJ Znojmo LAUFEN CZ | 3                  |
|  |                      |                      |                            | FBC Pullo Trade Česká Lípa | 0 |                        |                        |                        |  |  |                    |                     |                    |
|  |                      |                      |                            |                            |   |                        |                        |                        |  |  |                    |                     |                    |
|  |                      |                      |                            |                            |   |                        |                        |                        |  |  |                    |                     |                    |
|  |                      |                      | FBC Pullo Trade Česká Lípa | 3                          |   |                        |                        |                        |  |  |                    |                     |                    |
|  |                      |                      |                            | 3                          |   |                        |                        |                        |  |  |                    |                     |                    |
|  |                      |                      |                            | FBC Start98                | 2 |                        |                        |                        |  |  |                    |                     |                    |
|  |                      |                      |                            | FBC Start98                | 2 |                        |                        |                        |  |  |                    |                     |                    |
|  |                      |                      |                            |                            |   |                        |                        |                        |  |  |                    |                     |                    |

### Baráž
Poražení finalisté, týmy FBŠ Hummel Hattrick Brno a FBC Pullo Trade Česká Lípa, hráli superligovou baráž. Hattrick hrál proti FBC Liberec a nepostoupil. Česká Lípa hrála proti týmu Kanonýři Kladno a postoupila.

## Play-down
Play-down hrály 11. se 14. a 12. s 13. týmem po základní části od 18. března do 8. dubna 2017 na čtyři vítězné zápasy.
Vítězové play-down zůstali v 1. lize, poražení hráli baráž.
Baráž se hrála na tři vítězné zápasy mezi 22. dubnem a 7. květnem proti poraženým finalistům skupin Národní ligy.

### 1. kolo
Spartak Pelhřimov – SK Bivoj Litvínov 2 : 4 na zápasy
1. FBK Rožnov p/R – FB Hurrican Karlovy Vary 1 : 4 na zápasy

### Baráž
Spartak Pelhřimov – Florbal Chomutov 1 : 3 na zápasy
1. FBK Rožnov p/R – Z.F.K. Petrovice 2 : 3 na zápasy

## Konečné pořadí
| Pořadí           | Tým                          |
| ---------------- | ---------------------------- |
| Zlatá medaile    | Florbal Ústí                 |
| Stříbrná medaile | TJ Znojmo LAUFEN CZ          |
| Bronzová medaile | FBC Pullo Trade Česká Lípa   |
| 4.               | FBŠ Hummel Hattrick Brno     |
| 5.               | TJ Sokol Královské Vinohrady |
| 6.               | FBC Start98                  |
| 7.               | Black Angels                 |
| 8.               | Florbal PEGRES Havířov       |
| 9.               | FbK Svitavy                  |
| 10.              | 1. MVIL Ostrava WOOW         |
| 11.              | FB Hurrican Karlovy Vary     |
| 12.              | SK Bivoj Litvínov            |
| 13.              | Spartak Pelhřimov            |
| 14.              | 1. FBK Rožnov p/R            |